# نواف غزالة
نواف غزالة وتلفظ نواف غزالي حسب لهجة أهل منطقة جبل العرب (1927- 21 تشرين الثاني 2005) هو إحدى الشخصيات الدرزية البارزة وهو من قام باغتيال الرئيس السوري أديب الشيشكلي في البرازيل يوم 27 أيلول من العام 1964 انتقاماً لممارسته ضد الطائفة الدرزية في سوريا.

## إغتيال الرئيس السوري السابق أديب الشيشكلي
بعد إصدار عفو عن الرئيس أديب الشيشكلي عام 1963 قررَّت مجموعة من الدروز اغتيال الرئيس السوري لقطع الطريق أمامه بالعودة إلى سورية وقد تطوع لهذه المهمة نواف غزالة. في 27 أيلول من العام 1964 عندما كان الشيشكلي في المنفى اقترب غزالة منه بينما كان يعبر الجسر بين مدينتي سيريس وريالما وتبادل معه بضع كلمات قبل أن يُطلق عليه خمس رصاصات من مسدسه، وقد كان هذا انتقاماً لحملات الشيشكلي على جبل الدروز التي تكبدت فيها عائلة غزالة أكبر عدد من الضحايا.

## الميراث
في خطاب عام 2006 لزعيم الحزب التقدمي الاشتراكي وزعيم الطائفة الدرزية في لبنان وليد جنبلاط دعا جنبلاط إلى قتل الرئيس السوري بشار الأسد بالإشارة إلى نواف غزالة:

### باللغة العربية
1. ↑  "عامر ملاعب: من هو نواف غزالي؟". صيدا سيتي. مؤرشف من الأصل في 2021-02-14. اطلع عليه بتاريخ 2021-02-14.
2. ↑  "البطل المقدام نواف غزالة الذي اعدم الطاغية اديب الشيشكلي (لكل خائن نواف)/ أكرم المغوّش". كتّاب الغربة 4. مؤرشف من الأصل في 2020-07-13. اطلع عليه بتاريخ 2021-02-14.
3. ↑  "العمامة - هكذا قُضي على الشيشكلي". www.al-amama.com. مؤرشف من الأصل في 2020-08-08. اطلع عليه بتاريخ 2021-02-14.
4. ↑  "دعوى سورية تتهم جنبلاط بالتحريض على قتل الأسد". www.aljazeera.net. مؤرشف من الأصل في 2021-02-14. اطلع عليه بتاريخ 2021-02-14.

### بلغات أجنبية
1. ↑   https://www.facebook.com/sons.swaida/photos/pcb.1197210970312588/1197210880312597/?type=3&theater. {{استشهاد ويب}}: |url= بحاجة لعنوان (مساعدة) والوسيط |title= غير موجود أو فارغ (من ويكي بيانات) (مساعدة)
2. ↑  Moubayed، Sami M. (2006). Steel & Silk: Men & Women Who Shaped Syria 1900-2000. Cune Press. ص. 340. ISBN:9781885942401.
3. 1 2  "Syria: Vengeance for the Druzes". Time Magazine. 9 أكتوبر 1964. مؤرشف من الأصل في 2013-08-23.
4. ↑  "MP Jumblatt on suspicion calls for vengeance and murder of President Assad". Alahednews. 25 ديسمبر 2006. مؤرشف من الأصل في 2012-07-23.
5. ↑  "Walid Jumblatt calls for killing Syrian President Bashar Assad". Bintjbeil.org. 25 ديسمبر 2006. مؤرشف من الأصل في 2012-02-25.